# Poliptih Valle Romita
Poliptih Valle Romita (italijansko Polittico di Valle Romita), tudi Poliptih z Marijinim kronanjem je slika italijanskega poznogotskega slikarja Gentileja Da Fabriana iz leta c. 1410-1412 in zdaj hranjen v milanski Pinakoteki Breri. Prvotno je bil naslikan za frančiškansko puščavnico Valle Romita v bližini Gentilejevega rojstnega kraja Fabriano.

## Zgodovina
O poreklu poliptiha Valle Romita ni podatkov; vendar ga je morda naročil gospodar Fabriana Chiavello Chiavelli, ko je leta 1406 dal obnoviti lokalni samostan, v katerem je bila njegova prihodnja grobnica. Slika bi torej nastajala od leta 1406 do 1414, ko je Gentile zapustil deželo Marke in se pod Pandolfom III. Malatesta preselil v Brescio. Prisotnost elementov mednarodnega gotskega sloga, zlasti v praksi Michelina da Besozza (na primer natančno upodabljanje naravnih detajlov), je nekatere privedla do skrajšanih datumov na 1410–1412, ko sta se umetnika srečala v Benetkah.
Poliptih je bil razstavljen že v 18. stoletju. Leta 1811 je Pinakoteka Brera osrednjo in spodnjo ploščo pridobila iz zapuščene puščavnice. Zgornje plošče so bile kupljene iz zasebne zbirke leta 1901. Negotski okvir je iz leta 1925.

## Opis
Poliptih meri 280 x 250 cm, plošče merijo 157,20 x 79,6 (osrednja), 117,50 x 40 (stranske spodnje plošče) in 48,9 x 37,8 (zgornje plošče).
Osrednja tabla prikazuje Marijino kronanje, v spodnjem delu pa Trojico in zbor angelov glasbenikov. Ta prizor je bil navdihnjen po bizantinskih mozaikih, ki jih je Gentile videl v Benetkah v baziliki svetega Marka, kot kažejo figure, ki lebdijo v zraku, in sijoča zlata podlaga, ki je zelo fino prevlečena. Jezusovo oblačilo je narisano na srebrno rjuho.
Na štirih stranskih ploščah so prikazani liki svetnikov: na levi so sveti Hieronim z modelom cerkve v rokah, sveti Frančišek Asiški, sveti Dominik in Marija Magdalena. Figure so postavljene v vrtu, katerega botanične vrste so naslikane zelo podrobno. Podrobnosti vključujejo ampulo (ne poslikana, ampak vgravirana v zlato), ki jo je Marija Magdalena držala na konicah svojih prstov: pozneje pod vplivom Masacciovega realizma, je Gentile naslikal isto temo, kot jo trdno drži v Marijinih rokah v Poliptihu Quaratesi.
Manjše plošče v zgornjih delih prikazujejo svetega Janeza Krstnika, ki moli v puščavi, mučeništvo svetega Petra iz Verone, Frančiškansko sveto branje in svetega Frančiška, ki prejema stigme. Prizori vključujejo nadaljnje primere pozornosti Gentileja do podrobnosti, na primer tehniko kvazi-pointilizma, ki se uporablja za upodobitev volne figure v Petrovem prizorišču, ali drobne dlake tkanine svetega Janeza. Verjetno je bila v osrednji konici prvotno nameščena plošča z razpelom, ki je bila v isti sobi Pinakoteke. Tudi druge majhne plošče s svetniki, razdeljene med več zbirk, naj bi bile nekoč v stranskih delih poliptiha, zdaj pa izgubljene.